# Bahamy na Letních olympijských hrách 2016
Bahamy se Letních olympijských her 2016 v Rio de Janieru zúčastnily s 28 sportovci. Jednalo se o 19 mužů a 9 žen.

## Medailové pozice
| Medaile | Jméno                                                                                                | Sport    | Disciplína             |
| ------- | --- | -------- | ---------------------- |
| Zlato   | Shaunae Millerová                                                                                    | Atletika | Ženy 400 m             |
| Bronz   | Chris Brown Steven Gardiner Michael Mathieu Demetrius Pinder Alonzo Russell Stephen Newbold (rozběh) | Atletika | Muži štafeta 4 × 400 m |